# LMAX
LMAX（エルマックス）は、イギリスのマーケットメーカー会社。外国為替取引やCFD、仮想通貨取引の流動性供給事業を行なっている。
日本法人はLMAX Japan株式会社で、東京都江東区にあるエクイニクスの東京第3データセンター内に接続先としてデータセンターを置いている。日本の銀行や証券会社、FX取引業者もいくつかは取引のカバー先として業者内で相殺できなかったポジションを流して処理している。
子会社LMAX Broker LimitedでFX業者として取引環境を提供している。2019年からLMAX Digitalとして仮想通貨の仮想通貨取引の流動性供給を開始した。
また社内で制作したソフトウェアをオープンソースとして公開しており、Java言語で書かれた同時処理リングバッファソフト「Disruptor」などがある。